# کوشچیاشن
کوشچیاشن (به لهستانی:  Kościaszyn) یک روستا در لهستان است که در گمینا دووخوبچوو واقع شده‌است. کوشچیاشن  ۴۰ نفر جمعیت دارد.